# Ceratogyrus darlingi
Ceratogyrus bechuanicus là một loài nhện trong họ Theraphosidae. De diersoort komt voor in Zimbabwe.
Loài này thuộc chi Ceratogyrus. Ceratogyrus darlingi được Mary Agard Pocock miêu tả năm 1897.